# Thomas Beecham
Thomas Beecham (ur. 29 kwietnia 1879 w St Helens, zm. 8 marca 1961 w Londynie) – brytyjski dyrygent.

## Życiorys
Pochodził z zamożnej rodziny, syn milionera Josepha Beechama i wnuk Thomasa Beechama. Uczył się w Rossall School i krótko w Wadham College w Oksfordzie. Studiował prywatnie kompozycję u Charlesa Wooda w Londynie i Maurycego Moszkowskiego w Paryżu. Jako dyrygent był autodydaktą.
Debiutował w 1906 w Wigmore Hall w Londynie, dyrygując New Symphony Orchestra, z którą występował do 1908. Pod jego kierownictwem orkiestra ta, pierwotnie kameralna, zwiększyła obsadę do 70 muzyków; wykonywała głównie utwory Wolfganga Amadeusa Mozarta oraz Fredericka Deliusa i Jeana Sibeliusa. W 1909 założył Beecham Symphony Orchestra, w 1932 London Philharmonic Orchestra, w 1947 Royal Philharmonic Orchestra.
Interesował się operą i baletem, działał jako impresario inicjując szereg przedsięwzięć artystycznych, m.in. w Covent Garden, Her Majesty’s Theatre i Theatre Royal przy Drury Lane. W 1915 założył Beecham Opera Company, przekształcone w 1922 w British National Opera Company. Wystawił ogółem 120 oper, z czego połowa była brytyjskimi premierami, w tym pięć oper Richarda Straussa (Elektra, Feuersnot, Salome, Kawaler srebrnej róży i w wersji oryginalnej Ariadna na Naksos) oraz opery rosyjskie, m.in. Borys Godunow i Chowańszczyzna Modesta Musorgskiego, Pskowianka Nikołaja Rimskiego-Korsakowa, Kniaź Igor Aleksandra Borodina i Słowik Igora Strawinskiego. W 1911 zorganizował występy Ballets Russes Siergieja Diagilewa wystawiając balety Strawinskiego: Ognisty ptak, Pietruszka, Święto wiosny oraz Jeux Claude’a Debussy’ego i Daphnis et Chloe Maurice’a Ravela.
W 1916 nadano mu tytuł szlachecki, a po śmierci ojca odziedziczył tytuł baroneta. Od początku lat 20. XX wieku był w brytyjskim środowisku muzycznym dominującą postacią. W 1944 opublikował autobiografię A Mingled Chime, a w 1959 monografię F. Delius.

## Życie prywatne
Żonaty z Uticą Celestią Wells (1903-1942), Betty Humby (1943-1957) i Shirley Hudson (1959-1961).

## Odznaczenia
- Odznaka Baroneta[5]
- Order Towarzyszy Honoru[6]
- Komandor Orderu Korony Włoch[5]
- Komandor Orderu Legii Honorowej[5]
- Komandor I Klasy Orderu Białej Róży Finlandii[7]
- odznaczenie duńskie[5]
- odznaczenie belgiskie[5]
- odznaczenie jugosłowiańskie[5]

## Publikacje
(na podstawie materiału źródłowego)
- A Mingled Chime, Londyn 1944; wyd. 2 pt. The Lyric Stage, Londyn 1976 (autobiografia)
- F. Delius, Londyn 1958, zrewid. 1975